# Königsteiner Offizierbriefe
Die Königsteiner Offizierbriefe waren von 1962 bis 1969 eine deutsche militärische und christliche Fachzeitschrift. Sie wurde vom „Königsteiner Offizierkreis“ in Zusammenarbeit mit dem Katholischen Militärbischofsamt der Bundeswehr herausgegeben. Ihr Nachfolger ist die Zeitschrift Auftrag.